# Contrexéville
Contrexéville település Franciaországban, Vosges megyében. Lakosainak száma 2932 fő (2022. január 1.). Contrexéville Mandres-sur-Vair, Lignéville, Norroy, Suriauville, Vittel, Bulgnéville és Dombrot-le-Sec községekkel határos.

## Népesség
A település népességének változása:
| Lakosok száma | 3336 | 3259 | 3462 | 3202 | 3192 | 3190 | 3105 | 3019 | 2932 |
|               | 2013 | 2015 | 2016 | 2017 | 2018 | 2019 | 2020 | 2021 | 2022 |